# 北平輔仁大學附屬中學
北平輔仁大學附屬中學，是輔仁大學北平時期教育學院的附屬中學。

## 沿革
- 1929年，輔仁大學停辦預科，本篤會主持改設附屬中學。
- 1930年，附中遷入輔大舊址濤貝勒府。
- 1931年，立案。

### 男女分校
- 1932年，附中原址改為「附中男校」，同年8月另成立「附中女校」。
- 1933年，經濟大蕭條，附中男校改由聖言會接辦。
- 1935年，附中女校則由聖神修女會接辦。
- 1938年，附中女校增辦「東城分院」。

### 脫離輔大
- 1952年，附中與輔大同遭取消，附中男校更名「北京市第十三中學」，附中女校更名「北京市第六女子中學」（即目前的北京市第一五六中學（页面存档备份，存于））。

輔大在臺復校後，附中於1962年在嘉義以初中學制在臺復校，並於1982年恢復為高中，是為「嘉義市私立輔仁高級中學」，與輔大已無從屬關係。